# Vít Valenta
Vít Valenta (Uherské Hradiště, 4 januari 1983) is een Tsjechische voetballer.
Op zesjarige leeftijd begon hij bij TJ Sokol Kněžpole. Op nauwelijks 17-jarige leeftijd speelde hij met het toenmalige FC Synot Intertoto Cup tegen onder andere Stade Rennais en Universitatea Craiova. Daar werd hij internationaal opgemerkt en kwam hij bij PSV terecht.
Door contractuele problemen (een niet EU-speler moet volgens de Nederlandse reglementeringen minstens € 400.000 verdienen) ging hij halverwege het seizoen op proef bij Lommel. Hij tekende er meteen een contract voor vier en een half jaar. Een jaar later werd Lommel failliet verklaard en werden alle spelers vrijgegeven.
Valenta zocht, maar vond niet direct een nieuwe werkgever. Hij onderhield zijn conditie bij de Nederlandse amateurvereniging HSC'21, tot hij er een contract tekende. Valenta blonk al snel uit in de amateurklasse en Cercle Brugge contracteerde hem in de zomer van 2005. Hij speelde tussendoor in augustus 2005 ook nog een oefenwedstrijd met Harkemase Boys uit tegen Joure.
Hij zou en moest de opvolger worden van spelverdeler Harald Meyssen, maar kon dat jaar geen basisplaats veroveren. In de voorbereiding van het seizoen 2006/07 speelde Valenta opeens in bijna alle wedstrijden mee. De Tsjech mocht ook beginnen aan de eerste wedstrijd, maar overtuigde echter niet en werd na de rust vervangen. Hij kwam niet meer in actie voor Cercle Brugge als basisspeler. Op 3 januari 2007 maakt het bestuur van Cercle Brugge een einde aan de samenwerking met Vít Valenta. Cercle is van oordeel dat de speler contractbreuk pleegde.
Nadien trainde Valenta maanden bij FC Volendam. Het wachten was er op een tewerkstellingsvergunning vanuit Den Haag zonder deze was het minimumsalaris van Valenta te hoog voor de club. Uiteindelijk kreeg Valenta de benodigde vergunning en tekende hij voor één jaar bij de Volendammers.
In 2009 keerde hij terug naar Tsjechië en tekende er bij 1. FC Slovácko. Sinds 2012 speelt hij in Oostenrijk voor SV Großweikersdorf.